# بن باس (ممثل)
بن باس (بالإنجليزية: Ben Bass)‏ مواليد 14 أغسطس 1968 في بالتيمور، هو ممثل أمريكي بدأ مسيرته الفنية سنة 1987.

## الأعمال
- عروس تشاكي (1998)
- ستارغيت إس جي 1 (2000)
- اليوم السادس (2000)
- مونك (2002) (بدور: غافن لويد)
- أحرار الجنس مثل الناس (2005)

## الجوائز
| السنة | الجائزة              | الفئة                                                       | النتيجة | مرجع  |
| ----- | -------------------- | ----------------------------------------------------------- | ------- | ----- |
| 2005  | جائزة جمناي          | أفضل أداء من ممثل في دور درامي رئيسي                        | رُشِّح     |       |
| 2008  | جائزة جمناي          | أفضل أداء من ممثل في دور رئيسي في مسلسل درامي أو مسلسل قصير | رُشِّح     |       |
| 2014  | جوائز الشاشة الكندية | أفضل أداء من ممثل في دور درامي رئيسي                        | رُشِّح     | [ 3 ] |

## روابط خارجية
- بن باس على موقع IMDb (الإنجليزية)
- بن باس على موقع أول موفي (الإنجليزية)
- بن باس على موقع قاعدة بيانات الفيلم (الإنجليزية)